# Cathédrale de Lapua
La Cathédrale de Lapua (finnois Lapuan tuomiokirkko) est une cathédrale luthérienne située dans la ville de Lapua en Finlande.

## Description
L'édifice est conçu en 1824 par Carl Ludwig Engel et sa construction est terminée en 1827 par l'architecte d'église Heikki Kuorikoski.
La cathédrale, construite en bois, est bâtie selon un plan en croix avec un dôme et un clocher isolé (ce dernier est le plus vieil édifice de la ville). 
Les peintures des plafonds aux motifs bibliques et les  vitraux sont de Paavo Leinonen.
La peinture d'autel de Berndt Godenhjelm date de 1845. 
La cathédrale abrite le plus grand orgue de Finlande avec 4 claviers, 88 registres et 6 666 tuyaux.

## Galerie

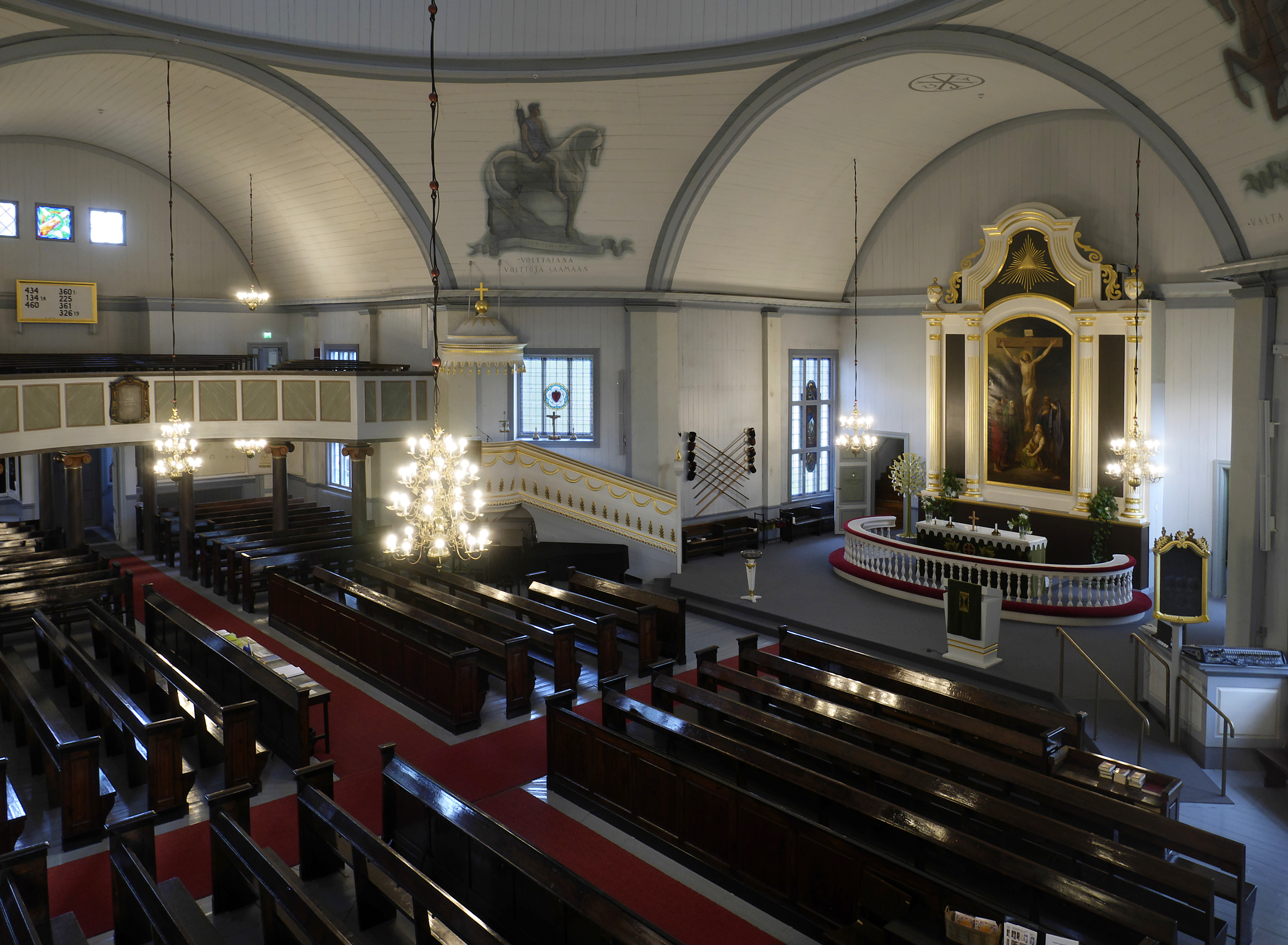
La nef.
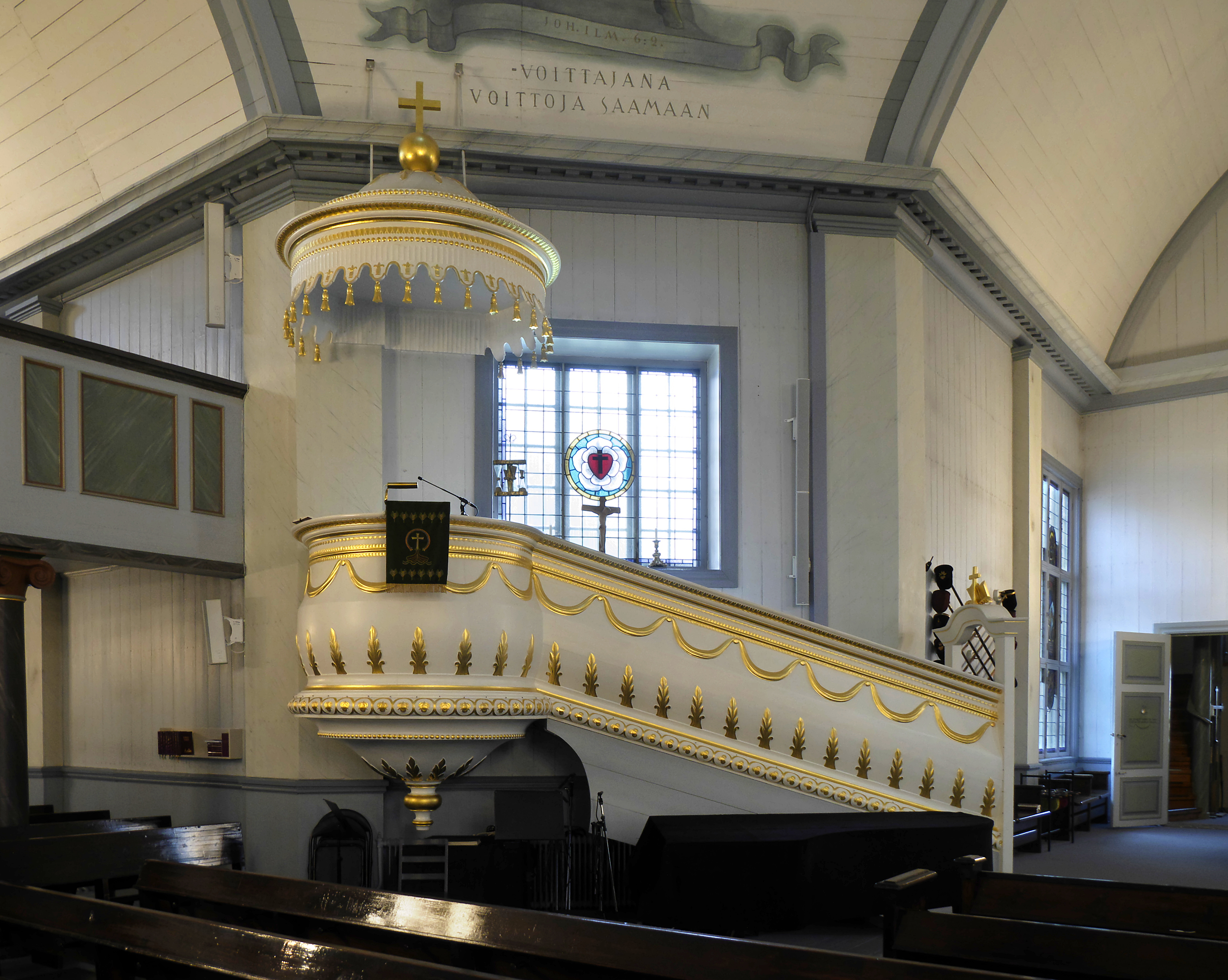
La chaire.
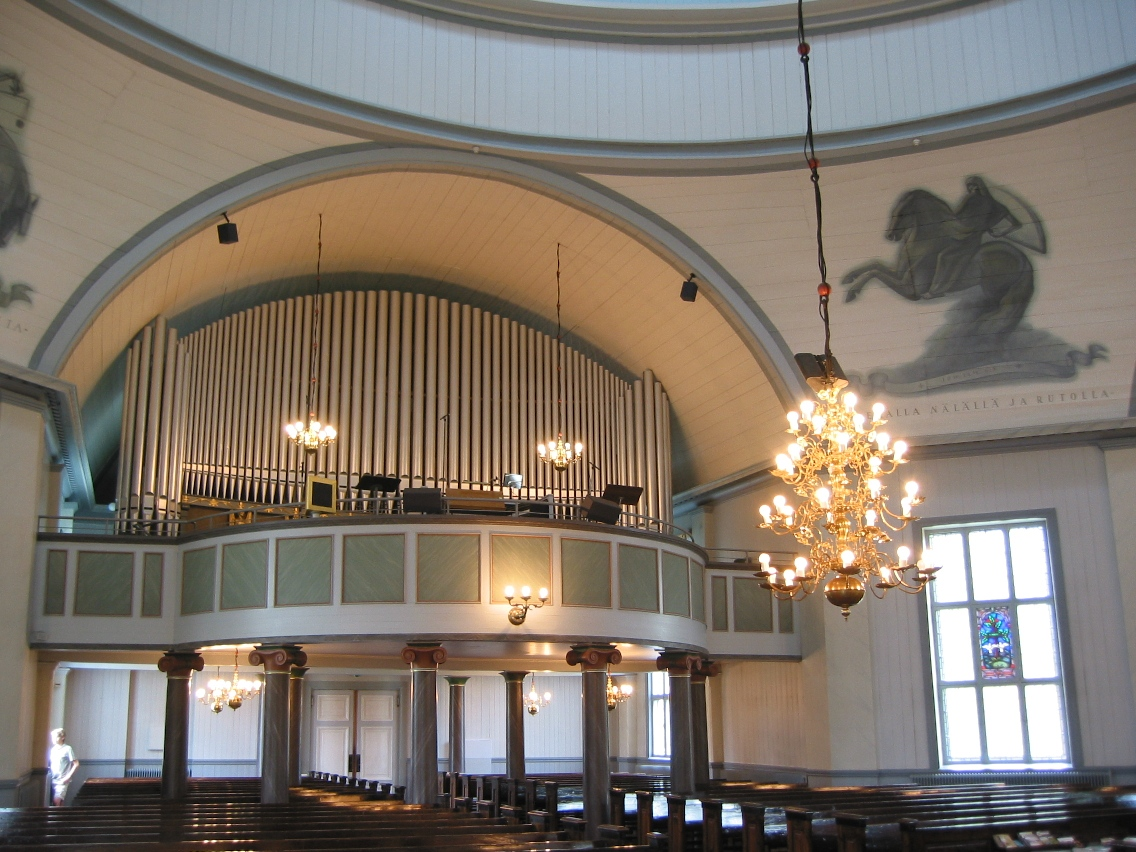
L'orgue et les fresques de Paavo Leinonen.